# 中華人民共和国公安部

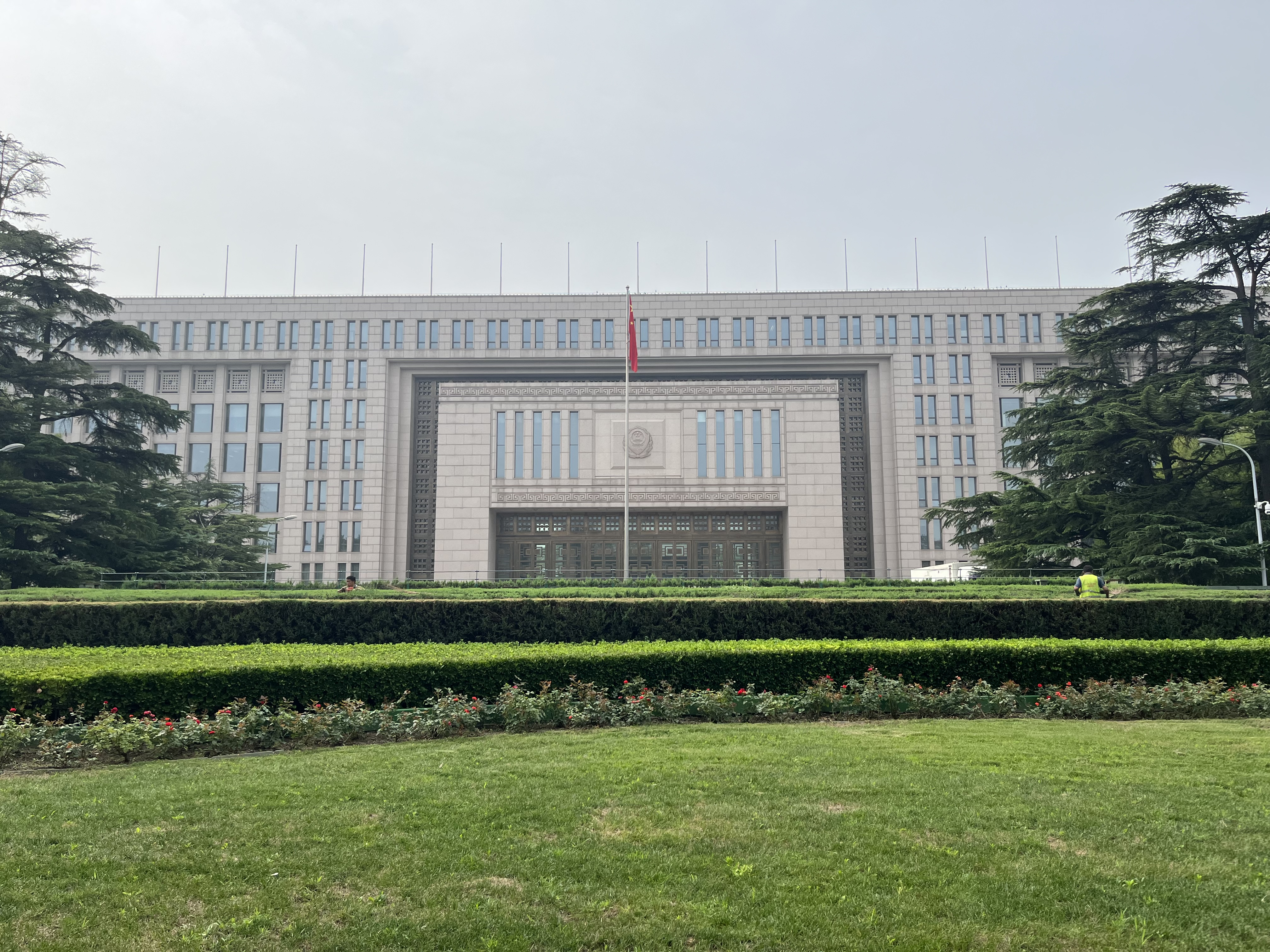
中華人民共和国公安部

中華人民共和国公安部（ちゅうかじんみんきょうわこくこうあんぶ、中国語: 中华人民共和国公安部、 英語: Ministry of Public Security of the People's Republic of China）は、中華人民共和国国務院を構成する行政機関の一つ。中華人民共和国の警察を担当する中央官庁である。

## 所掌
党中央政法委員会（中央政法委）の指導監督のもとで、司法警察活動を含めて、下記のように治安関係の広範な業務を所掌する。
- 防犯・犯罪捜査
- 交通管理
- 危険物の管理
- 戸籍等の管理
- 出入国管理
- 外国人管理

戦前の日本の内務省警保局と府県警察部との関連性と同様、執行的事務は地方政府の公安機関が担っており、公安部は、主として警察制度の企画立案と地方の公安機関に対する指揮監督・調整にあたっている。民主集中制の原則に基づき、公安部は地方政府の公安機関に対して統一的に指揮・命令することができるほか、公安部の職員が地方政府の公安機関の幹部職として派遣されたり、逆に地方の公安機関の職員が公安部に異動するケースもしばしば見られ、人的統制もなされているとみられている。
また武装警察や海警局に対しても指導権限があるほか、特に武装警察の公安現役部隊については、部隊運用にも指揮権を行使できる。

## 編制

### 内部部局
- 弁公庁
- 情報指揮センター
- 研究室
- 監察・会計検査局
- 人事・訓練局
- ニュース・広報局
- 政治安全保衛局（一局）
- 経済犯罪捜査局（二局）
- 治安管理局（三局）
- 邪教取締局（四局）
- 刑事捜査局（五局）
- テロ対策局（六局）
- 食品・薬品犯罪捜査局（七局）
- 特別警護局（八局）
- 中央警衛局（九局） - 党中央弁公庁の部局。
- 鉄道公安局（十局）
- サイバー安全保衛局（十一局）
- 科学捜査局（十二局）
- 拘置所管理局（十三局）
- 海関総署密輸取締局（十四局） - 海関総署の部局だが、公安部の管理も受けている。
- 中国民用航空局公安局（十五局） - 中国民用航空局の部局だが、公安部の管理も受けている。
- 警務保障局（十六局）
- 交通管理局（十七局）
- 法制局（十八局）
- 国際協力局（国際刑事警察機構中国国家中央局）（十九局）
- 装備・会計局（二十局）
- 麻薬取締局（二十一局）
- 科技・情報化局（二十二局）
- 政治部
- 巡視弁公室
- 機関党委員会
- 直属機関規律検査委員会
- 退職幹部局

## 活動

### 中華人民共和国人民警察（民警）
文民警察組織である。法律上は多くの組織が並立して存在するが、実質的には公安機関の指揮下にある人民警察（公安民警）がほとんどの権能を負っており、単に「民警」と言えばこれを指すことが多い。大日本帝国の府県警察部と同様に各地方政府の公安機関の隷下に編成されており、従って公安部の指揮監督下にある。
公安部とその地方機関（公安庁、公安局）内には敵偵局（処）という日本の公安警察に該当する系統が存在する。敵偵処の主任務は対外諜報ではなく、国内の反革命分子の情報収集、監視、追跡、逮捕などである。
1983年の国家安全部設立後、この機能は国家安全部に移管されたはずだったが、その後も公安部は敵偵処の系統を維持し、1990年代には反体制派に関する情報収集のため海外にも諜報員を派遣するほどの大諜報機関に復活した。任務が重複するため、国家安全部とはしばしば縄張り争いが発生することもある。

### 国際刑事警察機構
中国は1984年に国際刑事警察機構（ICPO）に加盟し、同年に公安部はインターポール中国国家中央局を設立して国際手配など国際的な警察協力を行っている。2016年には公安部副部長の孟宏偉が中国人初のICPO総裁に選出された。なお、公安部の管轄ではないマカオの警察と香港の警察はインターポール準国家中央事務局に指定されている。